# Cyklistická trasa 55
Cyklistická trasa 55, nazývaná také Cyklostezka 55 nebo Slezská magistrála, je dálková cyklistická trasa v okrese Opava a okrese Bruntál v Moravskoslezském kraji a okrese Jeseník v Olomouckém kraji. Geograficky se nachází v Horním Slezsku v mezoregionech Opavská pahorkatina, Zlatohorská vrchovina a Hrubý Jeseník.

## Historie a popis stezky
Cyklistická trasa 55 je obousměrná trasa, která má délku cca 160 km, měla první postavené úseky v roce 2010. Začíné ve městě Jeseník a pokračuje přes Dětřichov, Rejvíz, kolem Horního Údolí (část města Zlaté Hory), přes Drakov, Heřmanovice, Spálené, Holčovice, Hynčice, Město Albrechtice, Opavice, Linhartovy, Krásné Loučky, Krnov (Pod Bezručovým vrchem a Pod Cvilínem), kolem Úvalna, přes Pustý Mlýn (část obce Brumovice), Skrochovice (část obce Brumovice), Holasovice, Džkovice, Vávrovice, Předměstí (Opava), Malé Hoštice, Velké Hoštice a v Kravařích končí. Vede převážně mimo silnice a převážně po zpevněných cestách. Na trase je možné využít celou řadu cyklo stanic, kde je možné si dobít elektrokolo.

## Další informace
Cyklistická trasa je celoročně přístupná a prolíná se nebo navazuje na četné turistické trasy a cyklotrasy.

## Galerie

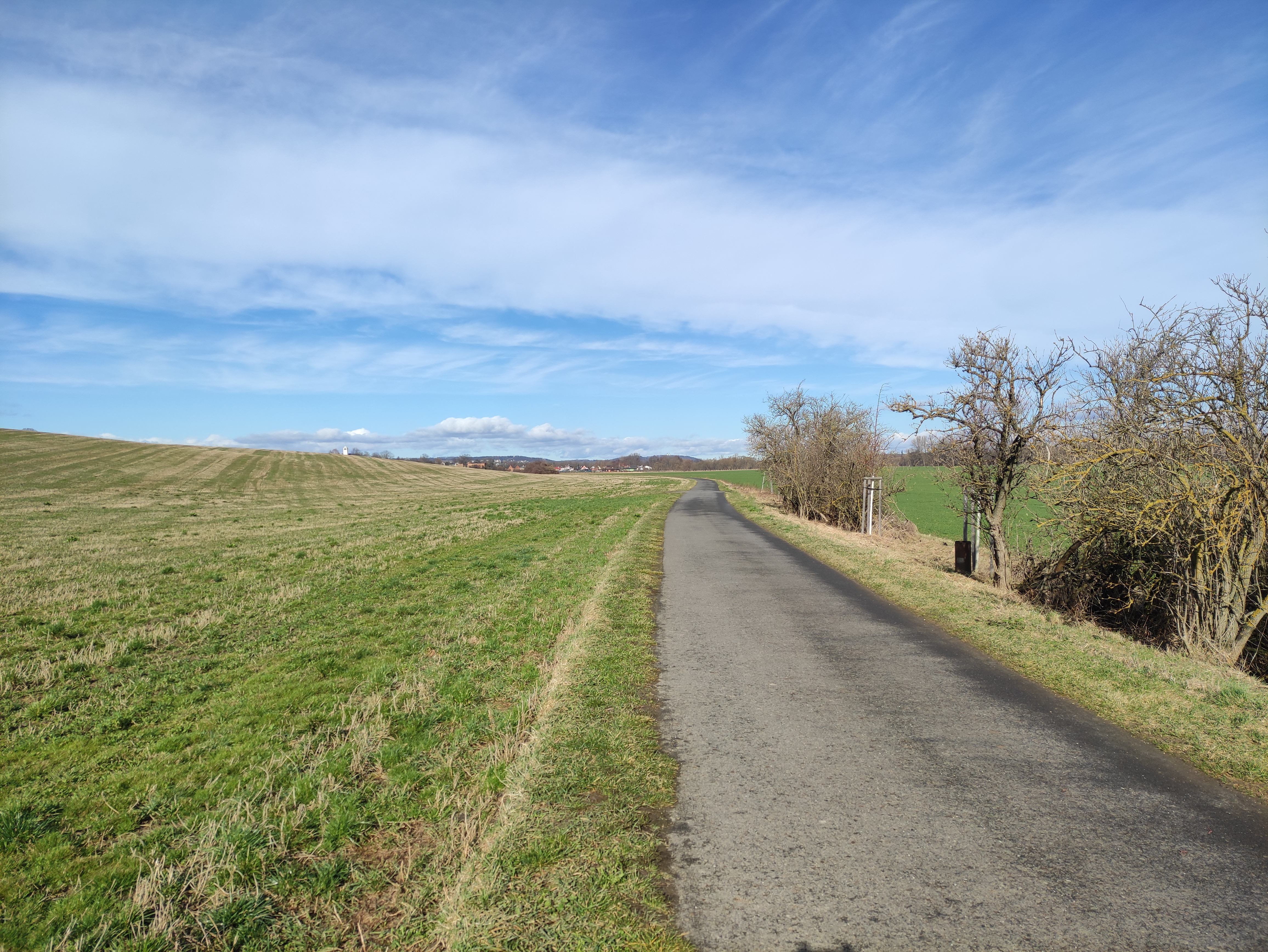
Holasovice
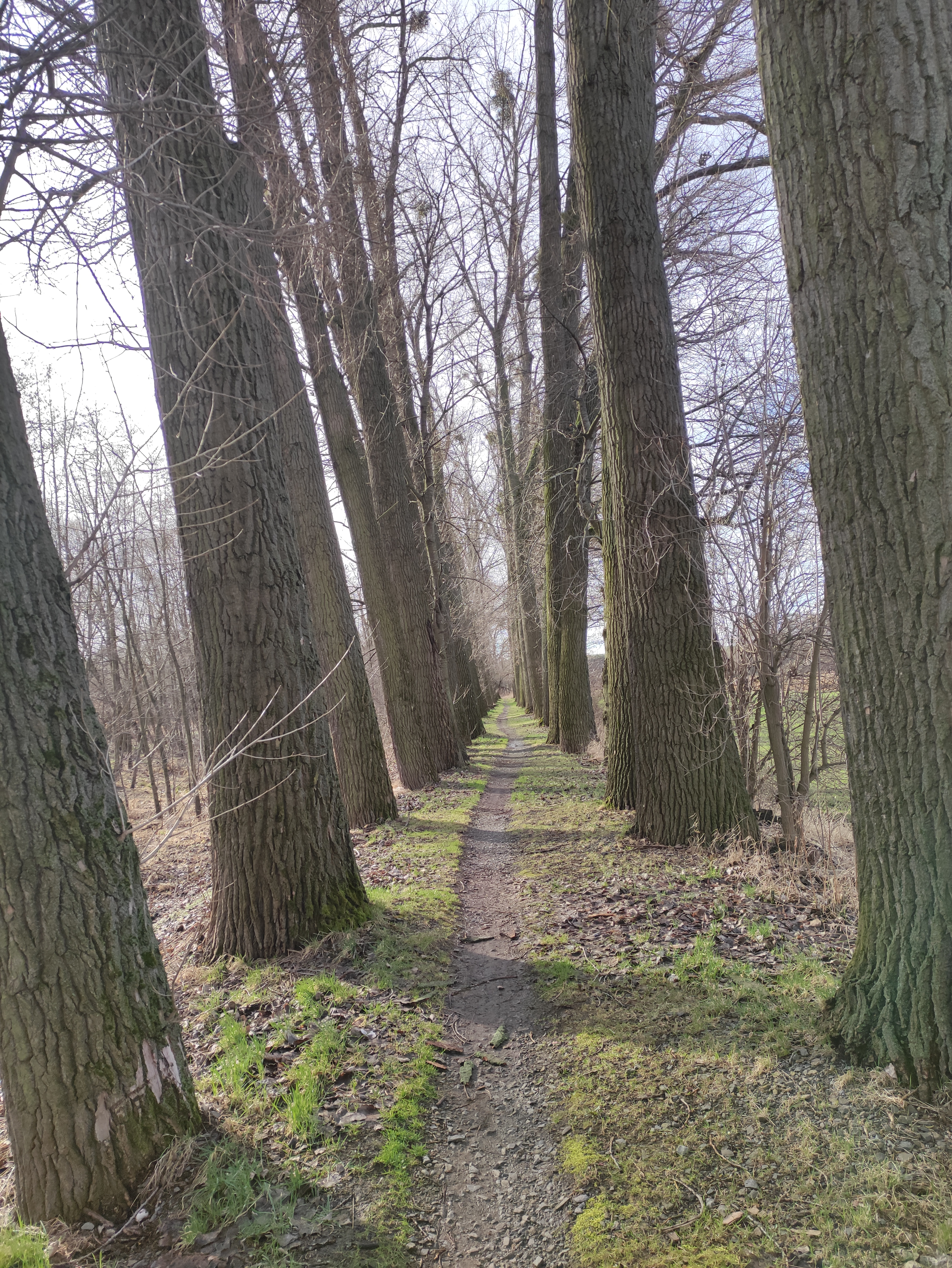
Pustý Mlýn, Brumovice
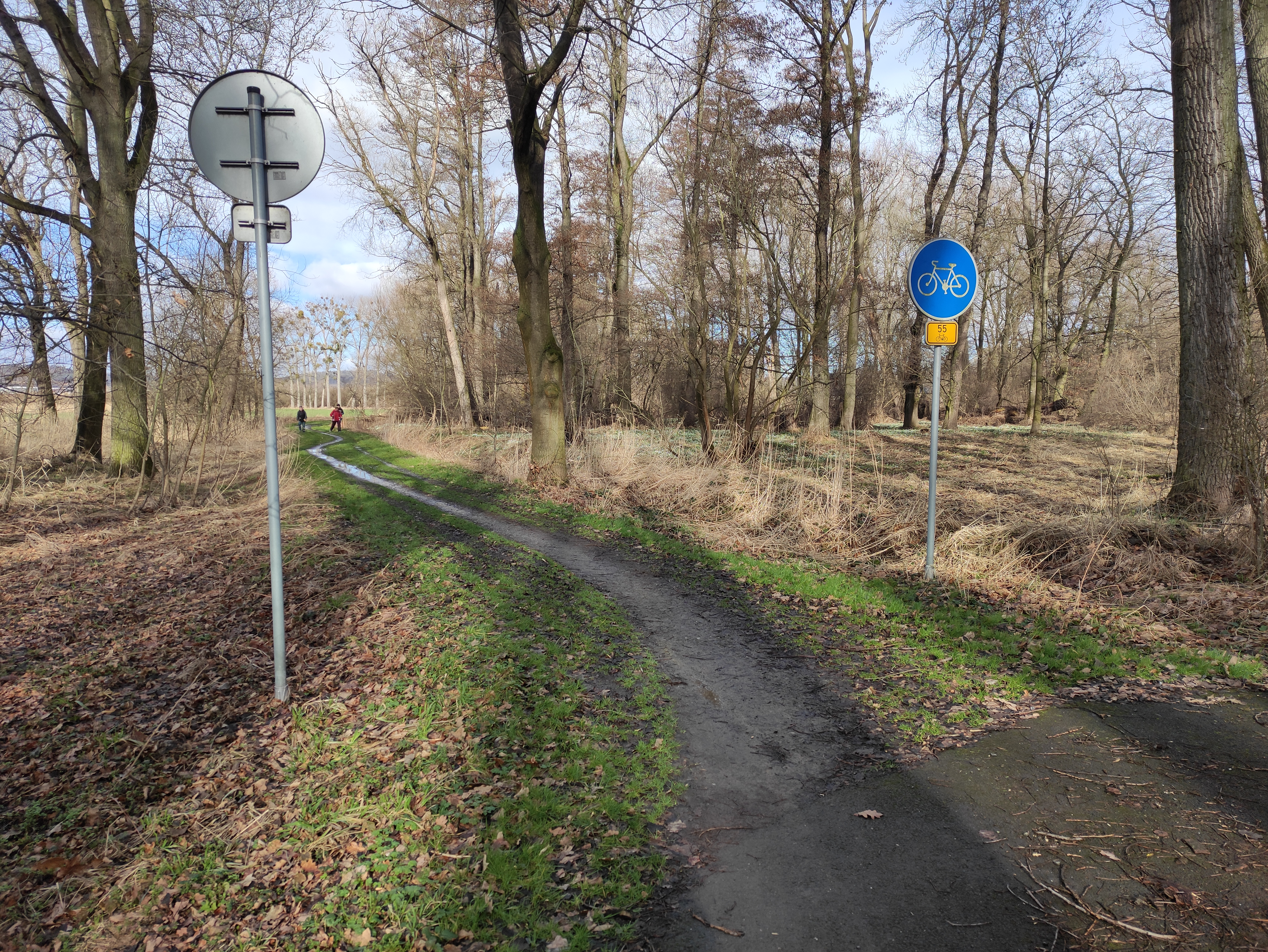
Branice, Úvalno
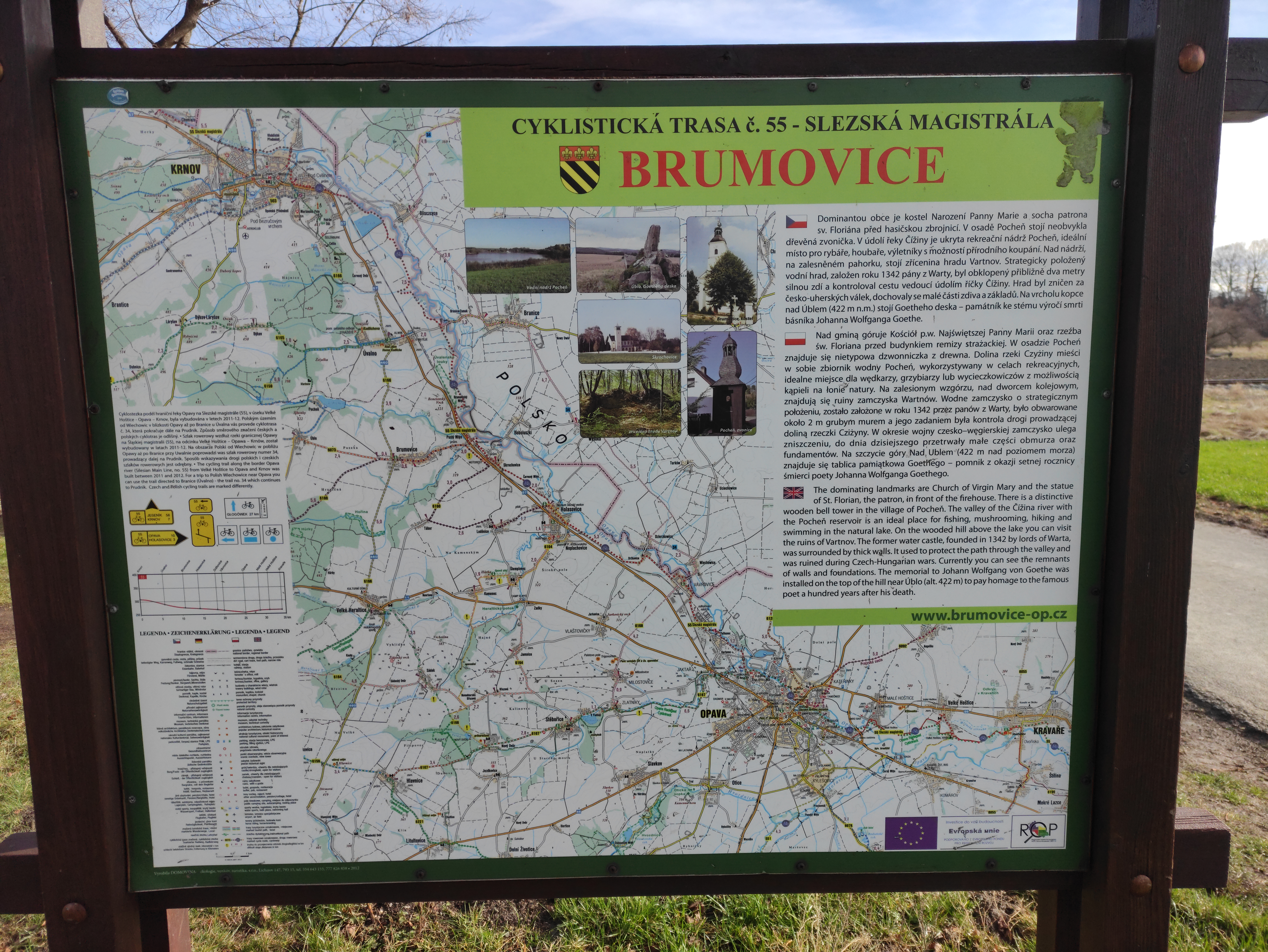
Informační panel, Brumovice
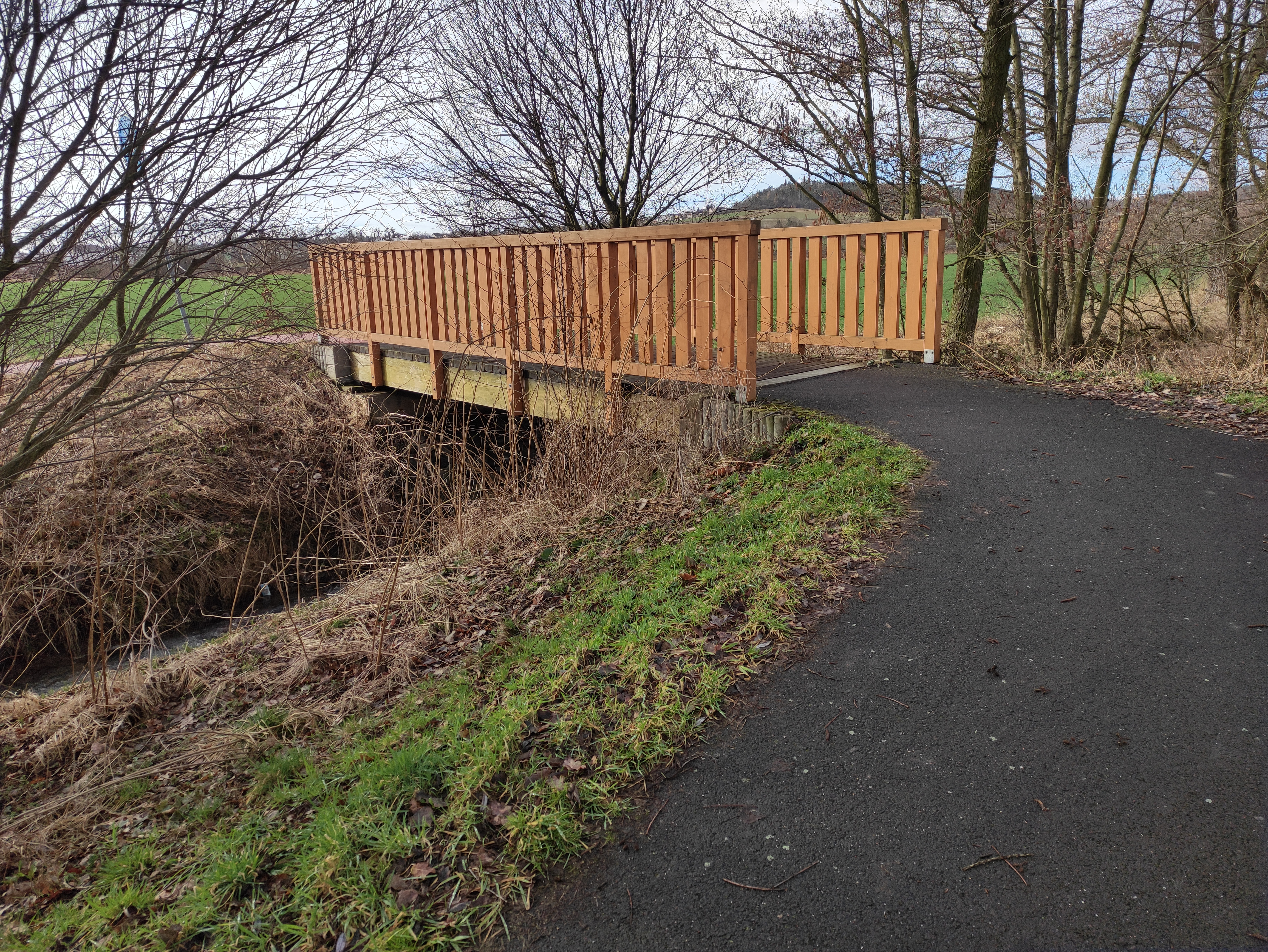
Lávka přes Hájnický potok